# Армия моджахедов
А́рмия моджахе́дов (араб. جيش المجاهدين‎, Джейш аль-Муджахиди́н) — объединение ряда полевых командиров различных исламистских группировок, участвовавших в сирийском конфликте как против правительственных войск Башара Асада, так и против других исламистских организаций («Исламское государство» и др.).
Боевики «Армии моджахедов» обвиняли лидеров ИГ в дестабилизации обстановки на оккупированных ими территориях, ранее подконтрольных сирийским силовикам. В 2014 году представители коалиции объявили о своих планах провести наступление в провинциях Идлиб и Халеб (Алеппо), а впоследствии и в остальных регионах страны.
Фракция была сформирована в январе 2014 года выходцами из деревень и городов близ Алеппо. У группировки не было четкой политической программы, однако её члены во многом разделяли исламистские взгляды, в отличие от светской «Свободной сирийской армии» (ССА), с которой сотрудничали ранее. По состоянию на январь 2014 года численность группировки составляла по разным оценкам от 5 до 12 тысяч боевиков.
Группировка пользовалась военной поддержкой США и монархий Персидского залива — так ещё в сентябре 2014 года Соединённые Штаты заявляли о готовности начать поставки оружия боевикам, выступающим против ИГ; в том же месяце 50 членов группировки прошли военную подготовку на территории Катара. 6 мая 2015 года «Армия Моджахедов» и ещё 13 повстанческих группировок, действующих в пригородах Алеппо приняли участие в совместной операции.
По данным Минобороны России, на декабрь 2016 года в группировку входят 13 отрядов общей численностью около 8 тыс. человек. 29 декабря 2016 года группировка присоединилась в инициированному Россией режиму перемирия с 30 декабря 2016 года.
В 2017 году начались столкновения между «Джебхат Фатх аш-Шам» и другими сирийскими группировками, среди которых была и «Армия моджахедов». В результате этого были захвачены военные базы «Армии моджахедов» на западе провинции Алеппо, а также в провинциях Идлиб и Латакия. Оставшиеся члены группировки после этого примкнули к «Ахрар аш-Шам». «Джебхат Фатх аш-Шам» обвинил «Армию моджахедов» в том, что по их вине город Алеппо перешёл под контроль сирийской армии, а также упрекнула в связях с США.